# 星报 (基督城)
《星报》（英語：The Star）是一份在新西兰基督城出版的报纸。1868年至1991年，以日报形式出版。1935年6月，与竞争对手《太阳报》（The Sun）合并，组建成《基督城星报-太阳报》（Christchurch Star-Sun）。1991年，日报停刊，时称《基督城星报》（The Christchurch Star），后来成为免费报纸，2016年前，每周周三和周五出版两次，2016年起，每周四出版一次。

## 发展历史
1868年5月14日，该报首期出版发行，时名《利特尔顿时报》（Lyttelton Times），以晚报形式发行。
1991年，该报刊在电影《肯尼迪》中做了专题报道，并称电影中播放的1963年11月23日的《星报》刊登了李·哈维·奥斯瓦尔德的详细资料，而《星报》只有在暗杀前预先包装好的情况下才能接触到这些资料。该报首席记者后来说，这根本就是错误的，因为奥斯瓦尔德是在新西兰时间上午10点左右被捕的，而《星报》是在新西兰时间下午初到中段才发表的。由于美国的一些通讯社报道和记载了奥斯瓦尔德之前叛逃到苏联和从苏联返回的照片和传记细节，《星报》便在可用的时间内拟定了一个关于奥斯瓦尔德的头版。
2013年4月，《星报》被APN新闻及媒体公司（APN News & Media，《新西兰先驱报》的所有者）出售给梅兰德传媒（Mainland Media）。